# Identyfikacja z agresorem
Identyfikacja z agresorem – mechanizm obronny, odmiana identyfikacji. Polega na przypisywaniu (projekcja) innej osobie własnych agresywnych skłonności, a następnie identyfikowaniu się z tą osobą.
W teorii psychoanalitycznej identyfikacja z agresorem klasyfikowana jest jako wczesny (psychotyczny) i destrukcyjny mechanizm obronny. 
Identyfikacja z agresorem jest jednym z mechanizmów opisywanych w teorii relacji z obiektem. Przykładem identyfikacji z agresorem może być tzw. syndrom sztokholmski.